# Silvermedalj

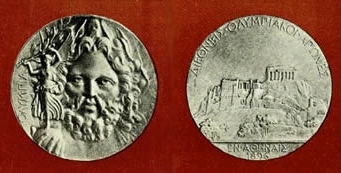
En silvermedalj från Olympiska sommarspelen 1896.

Silvermedalj är den prispenning som i allmänhet utdelas till den som kommit näst efter vinnaren i mästerskapstävling i idrott.
I svensk mästerskapsfotboll finns två silvermedaljer: stora silver för den som kommit på andra plats och lilla silver för den som kommit på tredje plats.
I de Olympiska sommarspelen delades silvermedalj ut även i målarkonst under åren från 1912 i Stockholm till och med 1948 i London. Det tävlades i minst fem kulturgrenar vid de olympiska sommarspelen, dessa var arkitektur, litteratur, musik, målning och skulptur. Det officiella namnet på kulturtävlingarna var Concours d'Art och dessa inleddes i Stockholm 1912. Medaljer delades ut för konstverk som hade anknytning till de fem kulturgrenarna. Kulturgrenarna var dock inte oomtvistade, och försvann sedermera.